# Ctenochira pratensis
Ctenochira pratensis là một loài tò vò trong họ Ichneumonidae.